# Nicolaas Beets
Nicolaas Beets (n. la Haarlem, 13 septembrie 1814 – d. Utrecht, 13 martie 1903), a fost un teolog, poet și romancier neerlandez. A scris sub pseudonimul de Hildebrand.

## Biografie
Nicolaas Beets s-a născut în Haarlem, fiind fiul unui farmacist. Din 1833 până în 1839 a studiat teologia la Universitatea din Leiden.
În anul 1840 devine preot al bisericii reformate în Heemstede. În același an, se căsătorește cu Aleida van Foreest. 
În anul 1854 se mută la Utrecht, unde devine profesor în istoria bisericii la Universitatea din Utrecht, predând între anii 1874 și 1884.
A scris proză, poezie și predici religioase. În poezie a fost influențat de Byron.
Cea mai faimoasă lucrare literară a sa este Camera Obscura, lucrare scrisă sub pseudonimul de Hildebrand, în timpul studenției. Prima versiune a apărut în anul 1839. Dar în anii ce au urmat lucrarea a fost completată cu povestiri noi, astfel, că ultima versiune a cărții a apărut în anul 1851.
Beets moare la vârsta de 88 de ani la Utrecht din cauza unei hemoragii cerebrale.

## Opera
- Jose, een Spaansch verhaal (1834)
- De masquerade (1835)
- Kuser (1835)
- Guy de Vlaming (1837)
- Gedichten (1838)
- Camera Obscura (1839)
- Proza en poëzy (1840)
- Twaalf preeken (1845)
- Korenbloemen (1853)

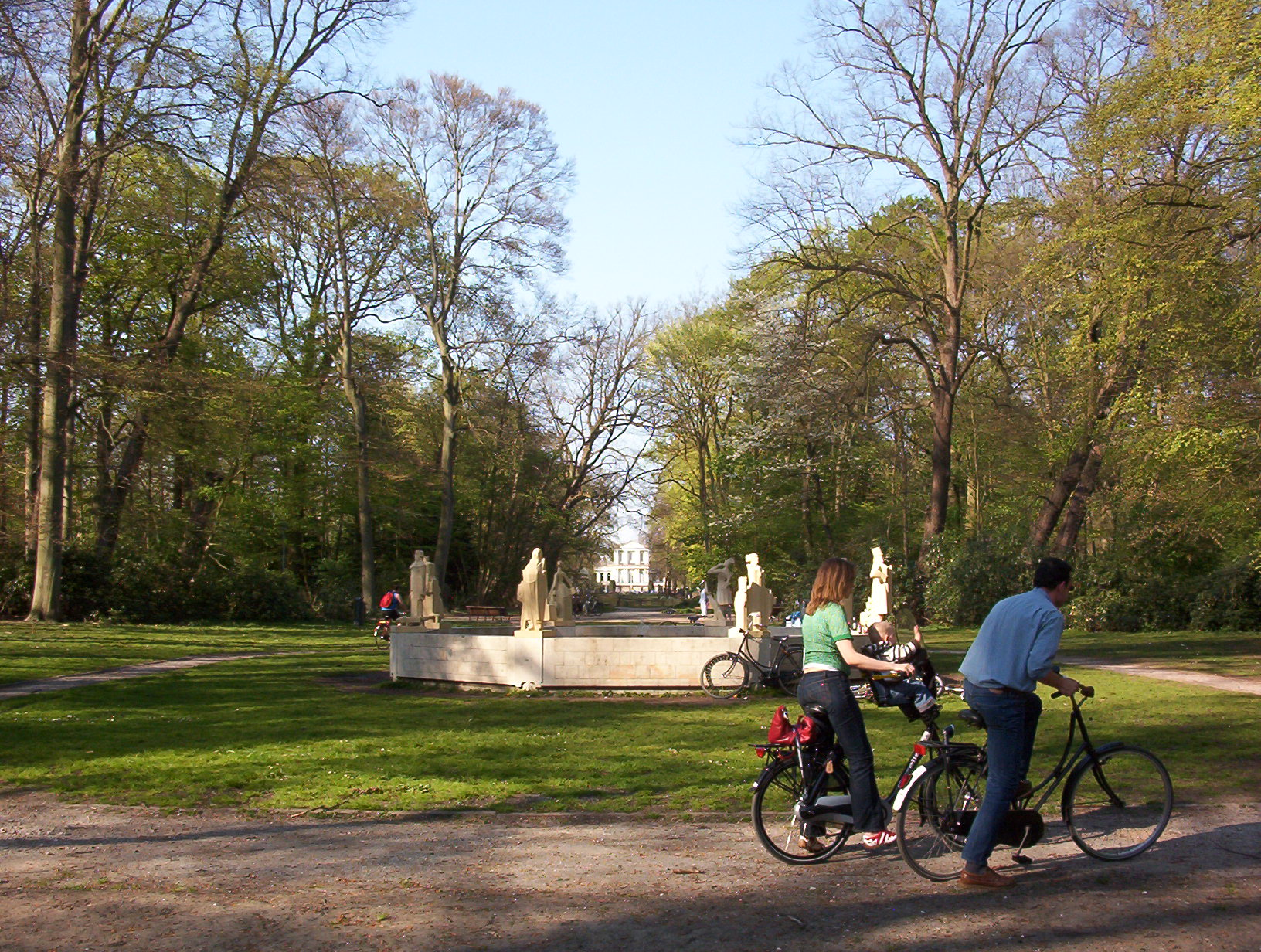
Monumentul Hildebrand din Haarlemmerhout, Haarlem, cu personaje din Camera Obscura.

- Verstrooide gedichten uit vroeger en later tijd (1831-1861) (1863)
- Over kinderboeken. Gesprek met Crito (1867)
- Madelieven  (1869)
- Najaarsbladen (1881)
- Na vijftig jaar. Noodige en overbodige opheldering van de Camera Obscura (1887)
- Winterloof (1887)